# Nikki Reed
Nicole Houston Reed (Los Angeles, 17 de maig de 1988) és una actriu, guionista i cantautora estatunidenca coneguda per la seva interpretació de la vampira Rosalie Hale a la sèrie de pel·lícules The Twilight Saga (2008-2012). Es va donar a conèixer el 2003 amb l'estrena de la pel·lícula Thirteen, dirigida per Catherine Hardwicke, de la qual fou coguionista i va interpretar un paper protagonista. La pel·lícula va fer-li merèixer un Premi Independent Spirit a la millor actuació debutant, així com diverses nominacions.

## Pla personal
Reed va conèixer Paul McDonald, cantautor i antic concursant d'American Idol a l'estrena de Red Riding Hood el març del 2011. Aquest moment es va emetre en un episodi d'American Idol que mostrava els concursants assistents a l'estrena. La parella va començar a sortir, i van anar a viure junts poc després. Van confirmar el seu compromís el juny de 2011 i es van casar el 16 d'octubre de 2011 a Malibu. El març de 2014, Reed i McDonald van anunciar que s'havien separat després de no viure junts els sis mesos anteriors per «obligacions laborals». Reed va sol·licitar el divorci el maig del 2014 i aquest es va fer efectiu el 2 de gener del 2015.
Reed va començar a sortir amb l'actor Ian Somerhalder el 2014. Van confirmar el seu compromís el febrer de 2015 i es van casar el 26 d'abril de 2015 a Malibu. El 4 de maig de 2017, la parella va anunciar a través d'Instagram que Reed estava embarassada del seu primer fill. Van tenir una filla el 25 de juliol de 2017.
Reed és íntima amiga de la seva col·lega de Crepuscle, Jackson Rathbone i de l'actriu de Spy Kids, Alexa Vega, qui va ser la seva dama d'honor en les seves primeres noces.

### Activisme
Reed es va associar amb Staples Inc. i Do Something per a fer efectius els subministraments escolars l'estiu de 2011. També és defensora dels drets dels animals. És voluntària en refugis d'animals en el seu temps lliure i ha dissenyat un collar i una corretja d'edició limitada per a Gilt Groupe en benefici de l'American Society for the Prevention of Cruelty to Animals. El 22 d'octubre de 2014 va ser guardonada amb premi Compassion Award per les seves contribucions al benestar dels animals.

### BaYou With Love
El 2017, Reed i el seu amic Morgan Bogle van crear una marca de joies sostenibles, BaYou With Love. La companyia treballa amb Dell per a convertir la tecnologia reciclada en joies.

## Filmografia
| Any  | Títol                               | Paper                  | Notes                      |
| ---- | ----------------------------------- | ---------------------- | -------------------------- |
| 2003 | Thirteen                            | Evie Zamora            | També cooguionista         |
| 2005 | Man of God                          | Zane Berg              |                            |
| 2005 | Lords of Dogtown                    | Kathy Alva             |                            |
| 2005 | American Gun                        | Tally                  |                            |
| 2006 | Mini's First Time                   | Minerva "Mini" Drogues |                            |
| 2007 | Cherry Crush                        | Shay Bettencourt       |                            |
| 2008 | Crepuscle                           | Rosalie Hale           |                            |
| 2008 | Familiar Strangers                  | Allison                |                            |
| 2009 | Tke Twilight Saga: New Moon         | Rosalie Hale           |                            |
| 2009 | Last Day of Summer                  | Stefanie               | També productora executiva |
| 2010 | The Twilight Saga: Eclipse          | Rosalie Hale           |                            |
| 2010 | Chain Letter                        | Jessie Campbell        |                            |
| 2010 | Privileged                          | Lauren Carrington      |                            |
| 2011 | Catch .44                           | Kara                   |                            |
| 2011 | La saga Crepuscle: Albada (1a part) | Rosalie Hale           |                            |
| 2012 | La saga Crepuscle: Albada (2a part) | Rosalie Hale           |                            |
| 2013 | Empire State                        | Lizzette               |                            |
| 2013 | Pawn                                | Amanda                 |                            |
| 2013 | Enter the Dangerous Mind            | Wendy                  |                            |
| 2014 | Balls Out                           | Meredith Downs         |                            |
| 2014 | In Your Eyes                        | Donna                  |                            |
| 2014 | Murder of a Cat                     | Greta                  |                            |
| 2015 | About Scout                         | Georgie                |                            |
| 2016 | Jack Goes Home                      | Crystal                | També coproductora         |
| 2016 | A Sunday Horse                      | Debi Walden            |                            |

| Any       | Títol         | Paper          | Notes       |
| --------- | ------------- | -------------- | ----------- |
| 2006      | The O.C.      | Sadie Campbell | 6 episodis  |
| 2006      | Justice       | Molly Larusa   | 1 episodi   |
| 2015–2016 | Sleepy Hollow | Betsy Ross     | 15 episodis |
| 2019      | Dollface      | Bronwyn        | 1 episodi   |
| 2019      | V-Wars        | Rachel         | 5 episodis  |

| Any  | Títol                          | Artista                                 | Notes           |
| ---- | ------------------------------ | --------------------------------------- | --------------- |
| 2005 | "Just Feel Better"             | Santana feat. Steven Tyler              |                 |
| 2010 | "No Rose Petals & Bubblebaths" | Sabrina                                 |                 |
| 2012 | "Now That I've Found You"      | Nikki Reed and Paul McDonald            | També directora |
| 2012 | "All I've Ever Needed"         | Nikki Reed and Paul McDonald            |                 |
| 2013 | "Get the Girl Back"            | Hanson                                  |                 |
| 2015 | "Til It Happens to You"        | Lady Gaga                               |                 |
| 2016 | "In Too Deep"                  | The Sweeplings                          | També directora |
| 2016 | "Where's the Love?"            | The Black Eyed Peas featuring The World |                 |